# Voo EgyptAir 181
O voo EgyptAir 181, foi um voo de passageiros regular doméstico entre Alexandria e Cairo, no Egito. No dia 29 de março de 2016, o Airbus A320 que realizava o voo foi sequestrado e desviado para o Aeroporto Internacional de Larnaca, em Chipre. Logo após a aterrissagem, a maioria dos passageiros e tripulantes foram libertados pelo sequestrador. O sequestrador, que afirmava usar um cinto de explosivos, rendeu-se sete horas mais tarde, e todos escaparam da aeronave ilesos. O cinto de explosivos foi confirmada e mais tarde identificada como um explosivo falso.

## Aeronave
A aeronave envolvida no incidente era um Airbus A320 de doze anos de idade, registrado como SU-GCB. Seu primeiro voo ocorreu em 8 de julho de 2003, e foi entregue à EgyptAir em 31 de outubro de 2003.

## O sequestro
| Nacionalidade  | N° |
| -------------- | -- |
| Bélgica        | 2  |
| Egito          | 30 |
| Grécia         | 2  |
| França         | 1  |
| Itália         | 1  |
| Holanda        | 4  |
| Síria          | 1  |
| Reino Unido    | 4  |
| Estados Unidos | 8  |
| Total          | 56 |

O voo 181 decolou do Aeroporto Alexandria às 06:38 (hora local) para um voo curto com destino ao Aeroporto Internacional do Cairo, transportando 56 passageiros e oito tripulantes. Após a decolagem, o piloto foi informado de que um passageiro afirmou estar vestindo um cinto de explosivos e exigiu que a aeronave fosse para o Chipre. A aeronave pousou em segurança no Aeroporto Internacional de Larnaca, em Larnaca, às 08:46 (hora local), e estacionou em uma área restrita do aeroporto. O aeroporto foi então fechado para pousos e decolagens. Muitos passageiros foram libertados pelo sequestrador após o pouso.
Um passageiro relatou que, durante o voo, os comissários de bordo recolheram os passaportes dos passageiros, o que era incomum para um voo doméstico. O avião, em seguida, começou a ganhar altitude, sendo anunciado de que eles estavam desviando para Larnaca.
A mídia estatal cipriota disse que o sequestrador queria a libertação de prisioneiros do sexo feminino no Egito, e, de acordo com autoridades egípcias, o sequestrador havia pedido para falar com funcionários da União Europeia.
Sete pessoas saíram da aeronave através das escadas e um membro da tripulação desceu por uma janela da Cabine de pilotagem. Às 14:41 (hora local), o Ministério de Negócios Estrangeiros do Chipre anunciou que o sequestro havia terminado e o sequestrador tinha sido preso. Nenhum dos passageiros ou da tripulação se feriram. Em um comunicado mais cedo, o ministério identificou o sequestrador como Seif Eldin Mustafa, de nacionalidade egípcia.
No final do dia, fotos do sequestrador com outros passageiros do voo foram divulgados. Em uma foto, um passageiro é visto sorrindo ao lado de Mustafa, cujo cinto de explosivos falsos era visível debaixo de seu casaco.
Como resultado de preocupações com a segurança, os funcionários no Aeroporto Internacional do Cairo atrasaram a partida de um voo para o Aeroporto Internacional John F. Kennedy, em Nova Iorque.